# Jorge Dely Valdés
Jorge Luis Dely Valdés (Colón, 12 de marzo de 1967) es un exfutbolista y entrenador panameño, hermano de los también futbolistas Julio César Dely Valdés y Armando Dely Valdés. Actualmente dirige a la Selección de Panamá sub-20 y Selección de Panamá sub-21 y es asistente técnico de la Selección de Panamá. 

## Trayectoria
Debutó futbolísticamente en Central Norte de Salta, club en el que obtuvo buenos resultados, siendo muy joven. Luego pasó por el Deportivo Paraguayo en donde marcó 28 goles; y por El Porvenir.
En 1990, fichó por el Club Nacional de Football, y en 1992 se hizo con el título de liga. De Nacional pasó a Unión Española, equipo de la liga Chilena con el que conquistaría la Copa Chile en 1992.
Después de un año en Chile, fichó por el fútbol japonés donde jugó en los equipos: Toshiba Kawasaki, Cerezo Osaka, Tosu Futures, y Consadole Sapporo. En 1999 es fichado para jugar en la liga estadounidense, con en el equipo de Colorado Rapids. Tras dos temporadas regresa a Japón, para jugar en Omija Ardija, y Kawasaki Frontale.
En el 2003 deja definitivamente su periplo por la liga japonesa, y tras un breve paso por Nacional regresa a Panamá, donde juega en el Deportivo Árabe Unido junto a su hermano Julio César, en sus últimas campañas antes del retiro.

## Clubes

### Estadísticas
| Club                           | Div.                     | Temporadas               | Estadísticas | Estadísticas | Media Goleadora |
| Club                           | Div.                     | Temporadas               | Partidos     | Goles        | Media Goleadora |
| ------------------------------ | ------------------------ | ------------------------ | ------------ | ------------ | --------------- |
| Nacional Uruguay               | 1.ª                      | 1991 - 1992              | 15           | 3            | 0.20            |
| Unión Española Chile           | 1.ª                      | 1992                     | 30           | 13           | 0.43            |
| Toshiba Kawasaki Japón         | 2.ª                      | 1993                     | 19           | 21           | 1.10            |
| Toshiba Kawasaki Japón         | 2.ª                      | 1994                     | 31           | 33           | 1.06            |
| Cerezo Osaka Japón             | 1.ª                      | 1995                     | 31           | 19           | 0.61            |
| Tosu Futures Japón             | 2.ª                      | 1996                     | 25           | 24           | 0.96            |
| Consadole Sapporo Japón        | 2.ª                      | 1997                     | 38           | 48           | 1.26            |
| Consadole Sapporo Japón        | 1.ª                      | 1998                     | 37           | 22           | 0.59            |
| Colorado Rapids Estados Unidos | 1.ª                      | 1999                     | 32           | 10           | 0.31            |
| Colorado Rapids Estados Unidos | 1.ª                      | 2000                     | 20           | 7            | 0.35            |
| Omiya Ardija Japón             | 2.ª                      | 2001                     | 20           | 21           | 1.05            |
| Omiya Ardija Japón             | 2.ª                      | 2002                     | 34           | 13           | 0.38            |
| Kawasaki Frontale Japón        | 2.ª                      | 2003                     | 18           | 3            | 0.16            |
| Nacional Uruguay               | 1.ª                      | 2003                     | 2            | 0            | 0.00            |
| Árabe Unido Panamá             | 1.ª                      | 2004                     | 44           | 12           | 0.27            |
| Árabe Unido Panamá             | 1.ª                      | 2005                     | 36           | 24           | 0.66            |
| Árabe Unido Panamá             | 1.ª                      | 2006                     | -            | -            | 0.00            |
| Números en Sudamérica          | Números en Sudamérica    | Números en Sudamérica    | 47           | 16           | 0.34            |
| Números en Nortemérica         | Números en Nortemérica   | Números en Nortemérica   | 132          | 53           | 0.40            |
| Números en J League            | Números en J League      | Números en J League      | 68           | 41           | 0.60            |
| Números en J2 League/JFL       | Números en J2 League/JFL | Números en J2 League/JFL | 185          | 163          | 0.88            |
| Total carrera en clubes        | Total carrera en clubes  | Total carrera en clubes  | 432          | 273          | 0.63            |

### Como futbolista
| Club                   | País           | Año       |
| ---------------------- | -------------- | --------- |
| Central Norte de Salta | Argentina      | 1986−1988 |
| Deportivo Paraguayo    | Argentina      | 1988−1989 |
| El Porvenir            | Argentina      | 1989−1990 |
| Nacional               | Uruguay        | 1991      |
| Unión Española         | Chile          | 1992      |
| Toshiba Kawasaki       | Japón          | 1993−1994 |
| Cerezo Osaka           | Japón          | 1995      |
| Tosu Futures           | Japón          | 1996      |
| Consadole Sapporo      | Japón          | 1997−1998 |
| Colorado Rapids        | Estados Unidos | 1999−2000 |
| Omiya Ardija           | Japón          | 2001−2002 |
| Kawasaki Frontale      | Japón          | 2003      |
| Nacional               | Uruguay        | 2003      |
| Árabe Unido            | Panamá         | 2004−2006 |

### Como asistente
| Club                          | País   | Año           | Asistente de        |
| ----------------------------- | ------ | ------------- | ------------------- |
| Selección de fútbol de Panamá | Panamá | 2006          | Julio Dely Valdés   |
| Selección de fútbol de Panamá | Panamá | 2010-2013     | Julio Dely Valdés   |
| Selección de fútbol de Panamá | Panamá | 2023-presente | Thomas Christiansen |

### Como técnico
| Club                       | País   | Año           |
| -------------------------- | ------ | ------------- |
| Selección Mayor (Interino) | Panamá | 2010          |
| Selección Sub-17           | Panamá | 2010 - 2013   |
| Tauro FC                   | Panamá | 2014 - 2015   |
| CA Independiente           | Panamá | 2016 - 2017   |
| Selección Sub-15           | Panamá | 2017          |
| Selección Sub-20           | Panamá | 2018 - 2019   |
| Selección Sub-15           | Panamá | 2019          |
| CD Plaza Amador            | Panamá | 2020 - 2022   |
| Selección Sub-20           | Panamá | 2023-presente |
| Selección Sub-21           | Panamá | 2023-presente |
| Selección Sub-23           | Panamá | 2023-presente |

## Carrera internacional
Jorge fue un notable delantero de la Selección de Panamá. Durante más de una década, jugó 27 partidos con la selección en las eliminatorias para la Copa Mundial 1994, 1998, 2002 y 2006.
Debutó en la Copa de Naciones de la UNCAF 1991, contra Honduras. En este tipo de competencias, disputó un total de 48 partidos, marcando 19 goles. También jugó la Copa de Naciones UNCAF 1995, y la Copa de Naciones UNCAF 2001.
En la Copa de Oro de 2005, marcó dos goles, y llevó a Panamá al partido final contra Estados Unidos.
Su último partido internacional fue el 12 de octubre de 2005, por la Clasificación de Concacaf para la Copa Mundial de la FIFA de 2006 contra los Estados Unidos en Boston.
Goles Internacionales
Scores and results list Panama's goal tally first.
| #  | Fecha                    | Lugar                                                    | Rival       | Marcador | Resultado | Competición                          |
| -- | ------------------------ | -------------------------------------------------------- | ----------- | -------- | --------- | ------------------------------------ |
| 1  | 30 de agosto de 1996     | Commonwealth Stadium, Edmonton, Canadá                   | Canadá      | 1–2      | 1–3       | Clasificación Copa Mundial FIFA 1998 |
| 2  | 22 de septiembre de 1996 | Estadio Rommel Fernández, Panamá City, Panamá            | Cuba        | 1–1      | 1–3       | Clasificación Copa Mundial FIFA 1998 |
| 3  | 10 de noviembre de 1996  | Estadio Cuscatlán, San Salvador, El Salvador             | El Salvador | 1–0      | 2–3       | Clasificación Copa Mundial FIFA 1998 |
| 4  | 10 de noviembre de 1996  | Estadio Cuscatlán, San Salvador, El Salvador             | El Salvador | 2–2      | 2–3       | Clasificación Copa Mundial FIFA 1998 |
| 5  | 15 de diciembre de 1996  | Estadio Rommel Fernández, Panamá City, Panamá            | Cuba        | 3–0      | 3–1       | Clasificación Copa Mundial FIFA 1998 |
| 6  | 5 de diciembre de 1999   | Estadio Rommel Fernández, Panamá City, Panamá            | Cuba        | 1–0      | 1–0       | Partido amistoso                     |
| 7  | 7 de mayo de 2000        | Estadio Tiburcio Carías Andino, Tegucigalpa, Honduras    | Honduras    | 1–1      | 1–3       | Clasificación Copa Mundial FIFA 2002 |
| 8  | 21 de mayo de 2000       | Estadio Rommel Fernández, Panamá City, Panamá            | Nicaragua   | 2–0      | 4–0       | Clasificación Copa Mundial FIFA 2002 |
| 9  | 3 de septiembre de 2000  | Estadio Azteca, Ciudad de México, México                 | México      | 1–3      | 1–7       | Clasificación Copa Mundial FIFA 2002 |
| 10 | 23 de mayo de 2001       | Estadio Olímpico Metropolitano, San Pedro Sula, Honduras | Honduras    | 1–0      | 2–1       | Copa de Naciones UNCAF 2001          |
| 11 | 25 de mayo de 2001       | Estadio Tiburcio Carías Andino, Tegucigalpa, Honduras    | El Salvador | 1–2      | 1–2       | Copa de Naciones UNCAF 2001          |
| 12 | 27 de mayo de 2001       | Estadio Excélsior, Puerto Cortés, Honduras               | Nicaragua   | 1–0      | 6–0       | Copa de Naciones UNCAF 2001          |
| 13 | 27 de mayo de 2001       | Estadio Excélsior, Puerto Cortés, Honduras               | Nicaragua   | 2–0      | 6–0       | Copa de Naciones UNCAF 2001          |
| 14 | 27 de mayo de 2001       | Estadio Excélsior, Puerto Cortés, Honduras               | Nicaragua   | 4–0      | 6–0       | Copa de Naciones UNCAF 2001          |
| 15 | 27 de mayo de 2001       | Estadio Excélsior, Puerto Cortés, Honduras               | Nicaragua   | 5–0      | 6–0       | Copa de Naciones UNCAF 2001          |
| 16 | 3 de junio de 2001       | Estadio Olímpico Metropolitano, San Pedro Sula, Honduras | Guatemala   | 1–2      | 1–3       | Copa de Naciones UNCAF 2001          |
| 17 | 17 de julio de 2005      | Reliant Stadium, Houston, USA                            | Sudáfrica   | 1–0      | 1–1       | Copa de Oro 2005                     |
| 18 | 21 de julio de 2005      | Giants Stadium, East Rutherford, USA                     | Colombia    | 2–0      | 3–2       | Copa de Oro 2005                     |
| 19 | 17 de agosto de 2005     | Estadio Mateo Flores, Guatemala City, Guatemala          | Guatemala   | 1–0      | 1–2       | Clasificación Copa Mundial FIFA 2006 |

## Palmarés

### Como jugador
| Torneo                         | Equipo            | Año  |
| ------------------------------ | ----------------- | ---- |
| Torneo del Interior            | Central Norte     | 1986 |
| Campeonato de Primera División | Nacional          | 1992 |
| Copa Chile                     | Unión Española    | 1992 |
| Japan Football League          | Consadole Sapporo | 1997 |
| Anaprof Apertura               | Árabe Unido       | 2004 |
| Anaprof Clausura               | Árabe Unido       | 2004 |

### Individual
| Distinción                                            | Año      |
| ----------------------------------------------------- | -------- |
| Campeón de Goleo de la JFL                            | 1993     |
| Campeón de Goleo de la JFL                            | 1994     |
| Campeón de Goleo de la JFL                            | 1997     |
| Goleador de la Copa Naciones de la UNCAF              | 2001     |
| Campeón de Goleo de la Liga de Panamá                 | 2004 (A) |
| Campeón de Goleo de la Liga de Panamá                 | 2005 (A) |
| Campeón de Goleo de la Liga de Panamá                 | 2005 (C) |
| CONCACAF Gold Cup Best XI                             | 2005     |
| Orden Vasco Núñez de Balboa en el grado de Comendador | 2005     |

### Como entrenador
| Equipo                      | Torneo                    | Año  |
| --------------------------- | ------------------------- | ---- |
| Club Atlético Independiente | Torneo Clausura (Ascenso) | 2017 |
| CD Plaza Amador             | Torneo Apertura LPF       | 2021 |
| Selección sub-23 de Panamá  | Torneo Maurice Revello    | 2023 |